# Victor Regnault
Pour les articles homonymes, voir Regnault.
Victor Regnault, né à Aix-la-Chapelle le 21 juillet 1810 et mort le 19 janvier 1878 à Paris, est un chimiste, physicien et photographe français, connu pour ses mesures précises des propriétés thermiques des gaz.

## Biographie
Fils d'André Privat Regnault, capitaine au corps des ingénieurs géographes militaires dans la Grande Armée, mort en 1812 durant la campagne de Russie, Henri Victor Regnault arrive orphelin à Paris à l’âge de huit ans. Admis à l’École polytechnique en 1830, il est diplômé de l’École des mines en 1832.
Victor Regnault peut être considéré comme l’inventeur du PVC, ayant découvert en 1835 la formation du polychlorure de vinyle — qui sera redécouverte en 1872 par Eugen Baumann. Dans les deux cas, le polymère est apparu comme un solide blanc dans des bouteilles de chlorure de vinyle après exposition à la lumière solaire. Jusqu’au début du XXe siècle, les tentatives pour industrialiser le PVC se heurteront aux difficultés de transformation du polymère. La solution ne sera développée qu’en 1926.
En 1845, il met au point l'hypsomètre, petit appareil transportable pour mesurer la pression ou l'altitude.
Les mérites scientifiques de Regnault sont reconnus et récompensés par ses pairs. Il est élu membre de l’Académie des sciences en juillet 1840. Il est titulaire de la chaire de physique générale et expérimentale du Collège de France en 1841, succédant à Félix Savart et précédant Éleuthère Mascart. Il est membre de la Royal Society en 1852 et reçoit la médaille Rumford en 1848, et la médaille Copley en 1869. Il est promu au grade de commandeur de la Légion d'honneur en 1863. Il exerce les fonctions de directeur de la Manufacture de Sèvres de 1854 à 1871.
Regnault est aussi un photographe primitif ; il est le premier à utiliser le pyrogallol comme agent de développement photographique, et l’un des premiers photographes à utiliser le papier pour négatifs. Il initie à cet art Louis-Rémy Robert. Il expose à la Royal Society of Arts à Londres en 1852.
En 1854, Regnault est l’un des fondateurs et le premier président de la Société française de photographie.
Victor Regnault est le père du le peintre orientaliste Henri Regnault (1843–1871).
Victor Regnault meurt le 19 janvier 1878 dans le 16e arrondissement de Paris.

## Hommages
- Son nom est inscrit sur le premier étage de la tour Eiffel, parmi celui des 72 savants qui y sont gravés : le 18e, sur la face tournée vers le sud.
- Le cratère d'impact lunaire Regnault porte son nom en son honneur depuis 1935.

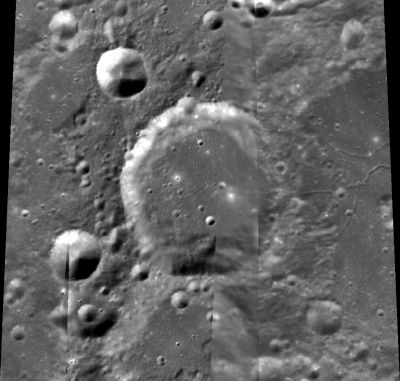
Le cratère d'impact lunaire Regnault.

## Publications
- Recherches sur la chaleur spécifique des corps simples et composés, Paris, Bachelier imprimeur-libraire, 1840 (lire en ligne).
- Études sur l'hygrométrie, Paris, Bachelier imprimeur-libraire, 1845 (lire en ligne).
- Cours élémentaire de chimie, 4 volumes, Paris, Victor Masson, 1851-1860 (tome 2), (tome 3), tome 4).
- (de) Regnault-Strecker's kurzes Lehrbuch der Chemie (Manuel de Chimie de Regnault et Strecker), 1851, édition numérique par l'université et la bibliothèque de Düsseldorf :

1. Organische Chemie (Chimie organique), 1853 ;
2. Anorganische Chemie 3 (Chimie minérale 3), 1855 ;
3. Organische Chemie 2 (Chimie organique 2), 1857 ;
4. Anorganische Chemie 4 (Chimie minérale 4), 1858 ;
5. Anorganische Chemie 9 (Chimie minérale 9), 1877.

Photographies par Victor Regnault
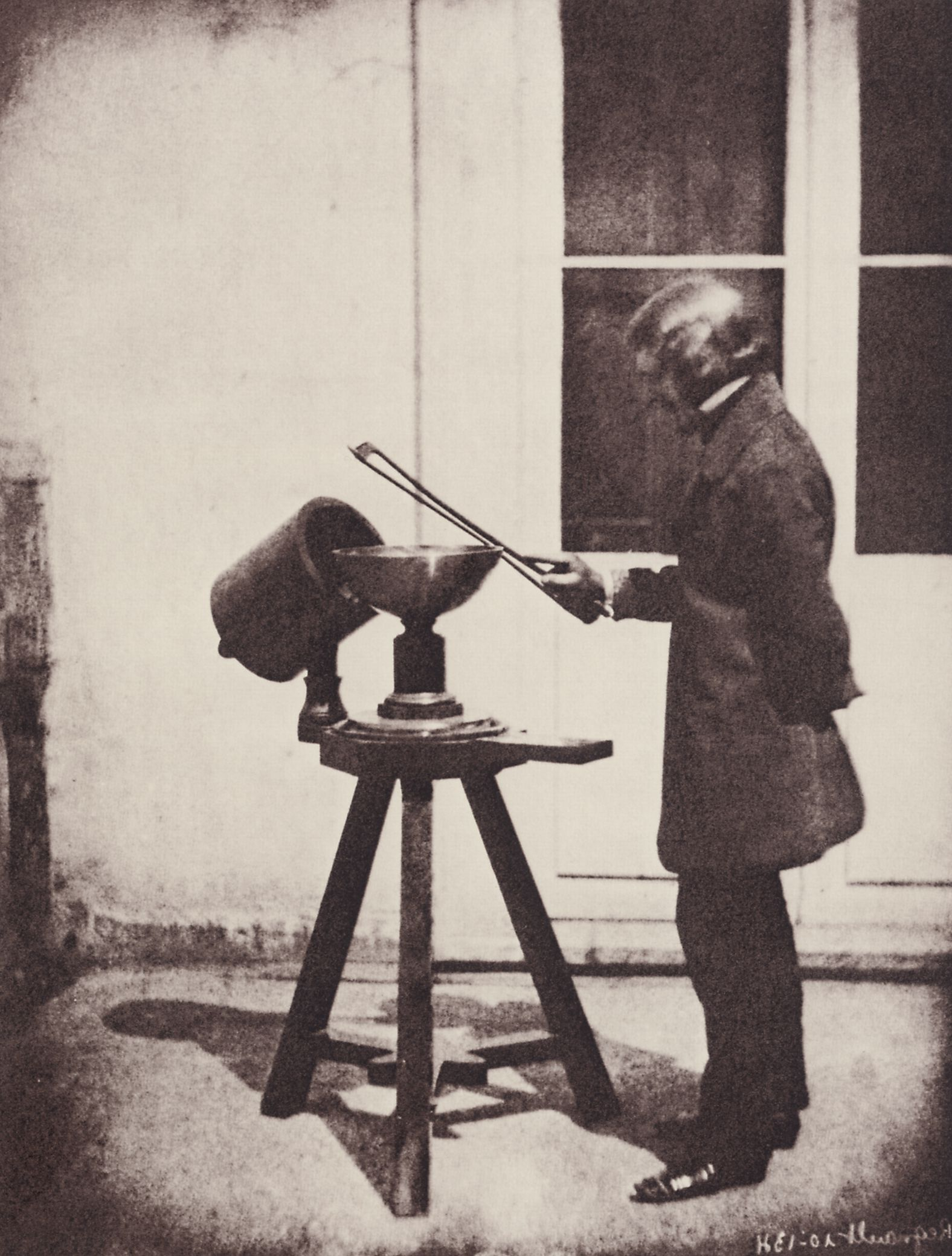
Expérience acoustique, vers 1851.
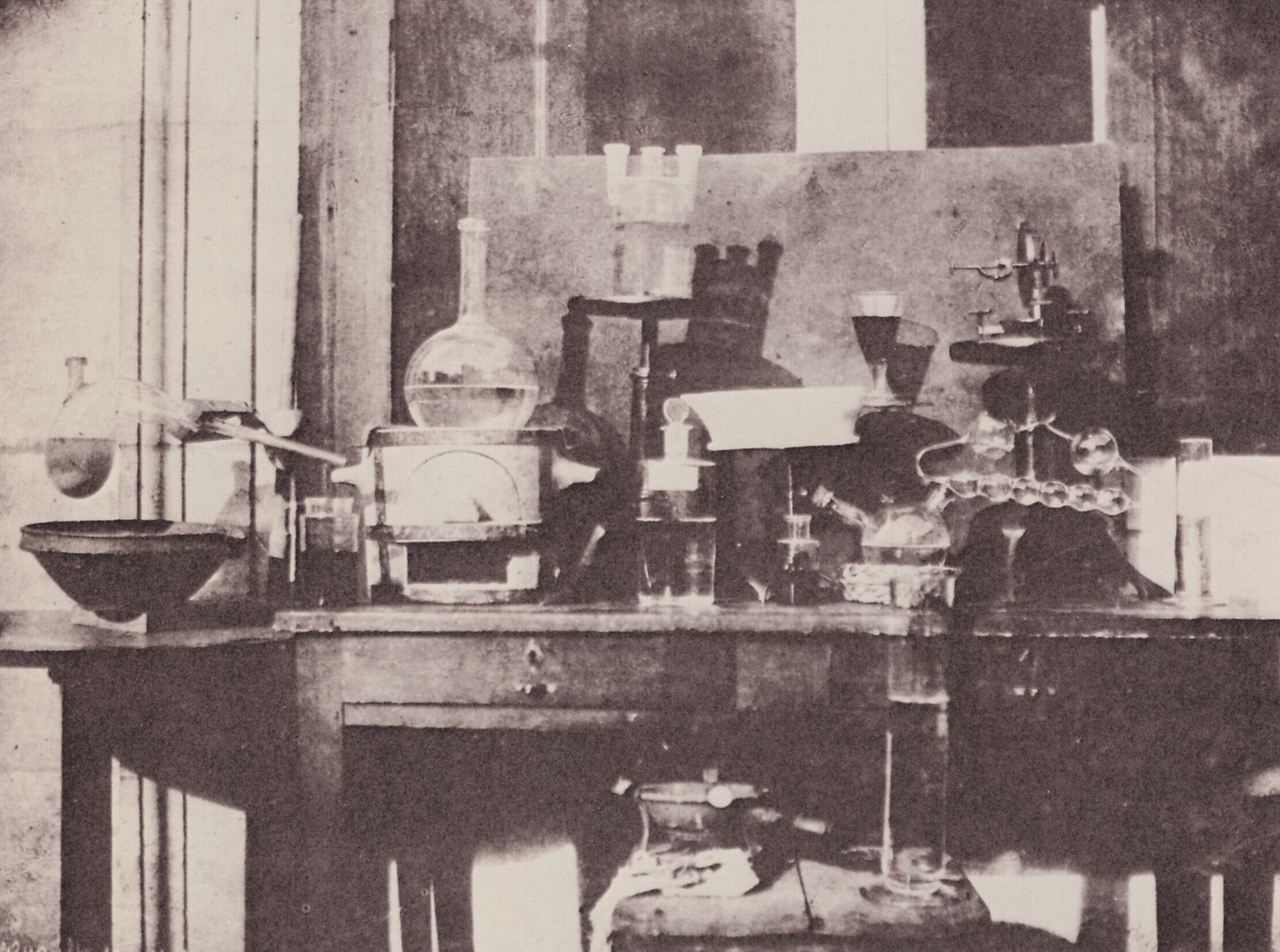
Instruments de laboratoire, vers 1851.
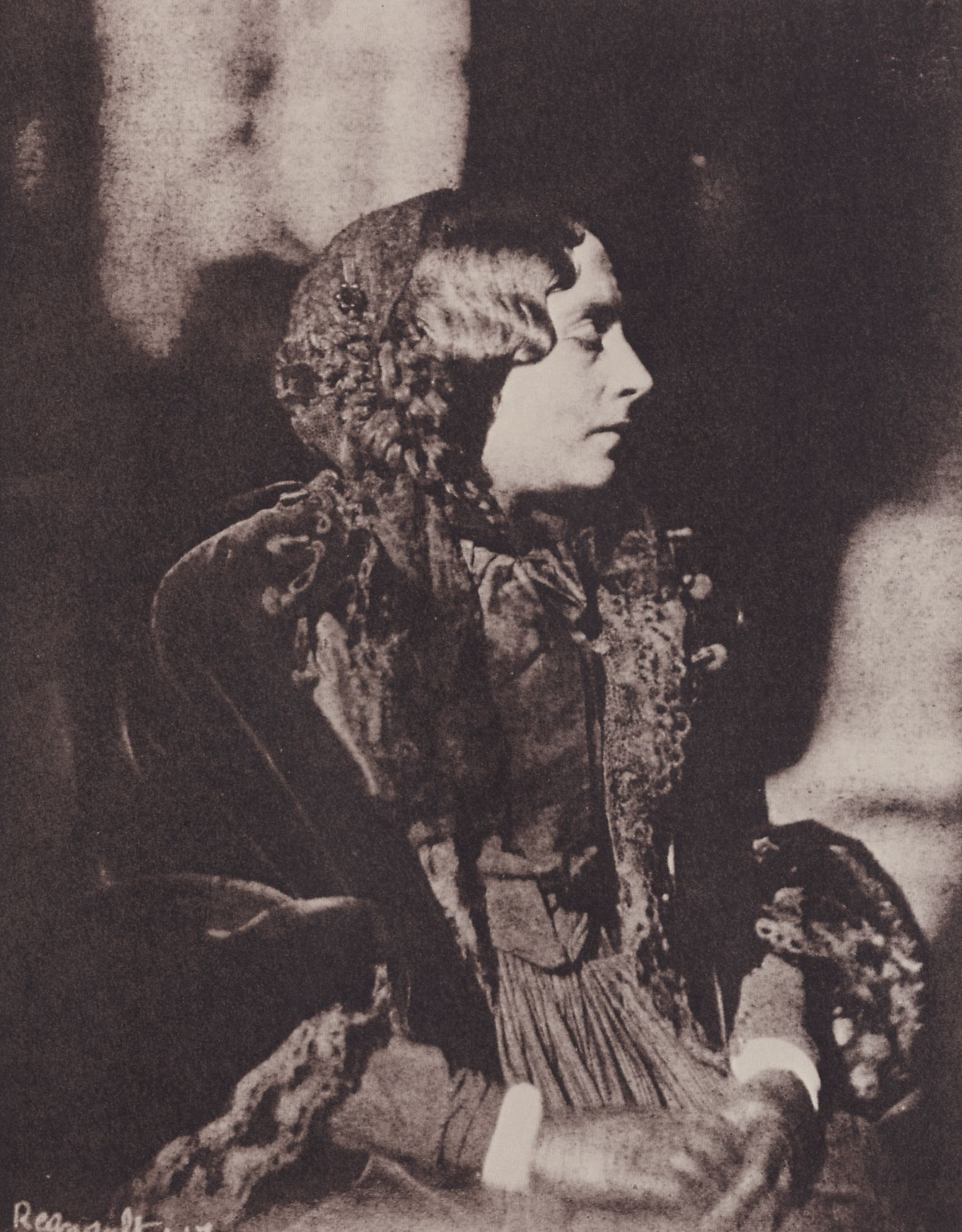
Portrait de femme, vers 1851.
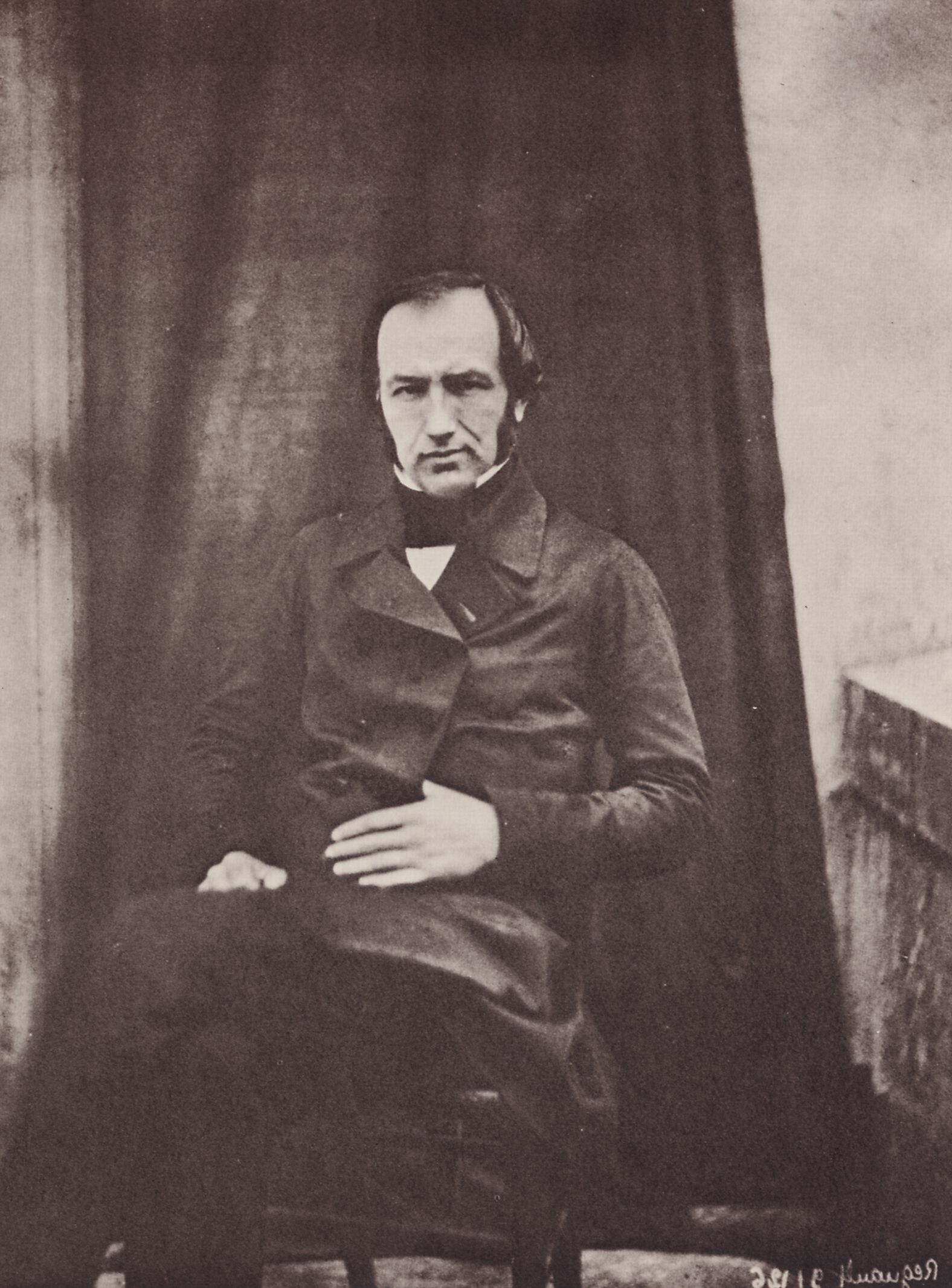
Portrait de Claude Bernard, vers 1851.
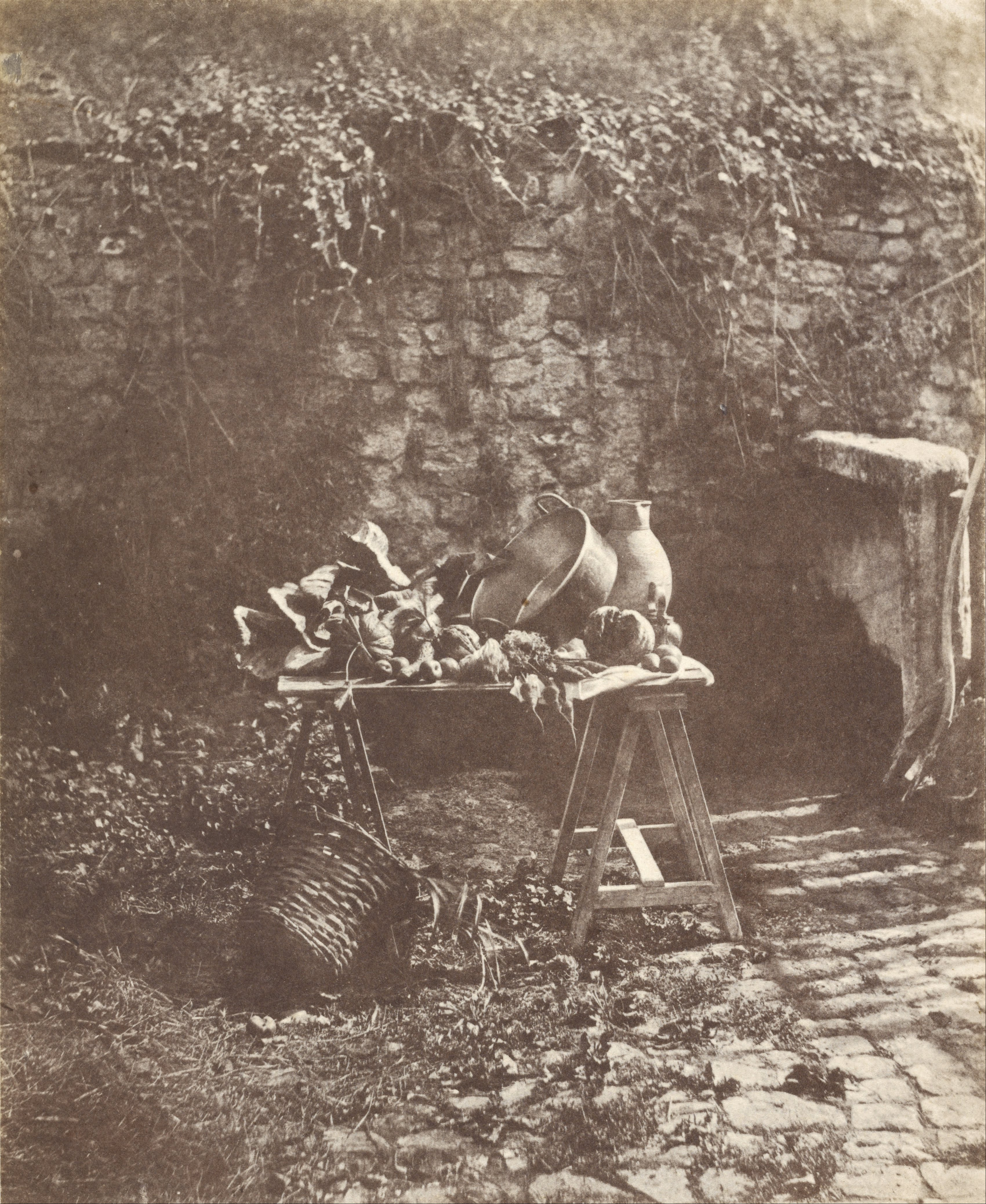
Nature morte : chaudron, cruche et légumes sur une table à tréteaux, vers 1853, Los Angeles, Getty Center.